# گوئلف
گوئلف (به انگلیسی: Guelph) یک شهر در کانادا است که در همه جهات توسط شهرستان ولینگتون، انتاریو احاطه شده و مرکز این شهرستان می‌باشد . اما از لحاظ تقسیماتی این شهر مستقل از شهرستان ولینگتون می‌باشد .

## خصوصیات
گوئلف ۷۸٫۳۹ کیلومترمربع مساحت و ۱۲۱٬۶۸۸ نفر جمعیت دارد و ۳۳۴ متر بالاتر از سطح دریا واقع شده‌است.

## خواهرخوانده
شهرهای Loria و کاستلفرانکو ونتو خواهرخوانده‌های گوئلف هستند.